# متحف أديتاورمان
متحف أديتاورمان هو متحف الولاية. يقع في بادنغ إندونيسيا. كمتحف الولاية يُعرف متحف أديتاورمانرسميًا باسم متحف ولاية سومطرة الغربية. يعرض المتحف مجموعات إثنوغرافية من العناصر المتعلقة بثقافة مقاطعة سومطرة الغربية، ولا سيما ثقافة المينانغكابو والمينتاواي.

## التاريخ
تم اقتراح فكرة إنشاء متحف مخصص لثقافة سومطرة الأولى من قبل أمير علي رئيس قسم تعليم الثقافة في مقاطعة غرب سومطرة. كان الاقتراح الأصلي هو بناء «قاعة ثقافة المينانغكابو». تم اقتراح الفكرة على حاكم غرب سومطرة في ذلك الوقت هارون الرشيد زين. تم الرد على هذه الفكرة بشكل إيجابي من قبل السلطات الوطنية، لذلك بدأ بناء متحف الدولة لمقاطعة غرب سومطرة.
بدأ البناء في عام 1974 على قطعة أرض تبلغ مساحتها حوالي 2.6 هكتار (6.4 فدان). استغرق البناء حوالي 3 سنوات. تم افتتاح المتحف في 16 مارس 1977 من قبل وزارة التربية والتعليم والثقافة في إندونيسيا في ذلك الوقت سياريف ثايب. في 28 مايو 1979 تم إنشاء متحف الولاية تحت اسم متحف الولاية في غرب سومطرة وأطلق عليه اسم أديتاورمان. اشتق اسم أديتاورمانمن مؤسس وحاكم مالايابورا في القرن الرابع عشر في مرتفعات مينانغكابو.
كان اقتراح اسم أديتاورمانمن مليئًا بالجدل خاصة بين غرب سومطرة. على الرغم من الدور التاريخي المهم لـ أديتاورمانمن في جلب المجد إلى مملكة مينانغكابو وحقيقة أنه كان مينانغكابو من خلال النظام الأمومي ، فإن انتماء أديتاورمانمن مع الحكام الجاويين جعله مثيرًا للجدل. أحد الأمثلة على الجدل حول اسم أديتاورمانمن كان عندما أراد وزير التعليم محمد يمين إعطاء الاسم لجامعة في غرب سومطرة، لكن الناس رفضوا الاسم وغيروه إلى جامعة الأندلس في عام 1956. في عام 1975 الحاكم هارون زين رفض السماح للمتحف بأن يطلق عليه متحف أديتاورمانمن. ومع ذلك تم عكس رفضه من قبل خلفه أزوار أنس.
بعد مخطط الحكم الذاتي الإقليمي في إندونيسيا، في عام 2001 تم نقل إدارة المتحف إلى حكومة غرب سومطرة الإقليمية، مباشرة تحت إدارة الثقافة والسياحة في مقاطعة غرب سومطرة. تضرر المتحف في زلزال بادانغ. دمر أكثر من 80٪ من مجموعة المتحف.

## البناء
يقع المتحف في مبنى مينانغكابو التقليدي المعروف باسم راماه غادانغ. يحيط بالمتحف في ساحة الفناء اثنان من رانكيانج (صوامع أرز مينانغكاباو).

## المجموعات
يضم المتحف القطع الأثرية والثقافية الموجودة في مقاطعة سومطرة الغربية، وخاصة تلك المتعلقة بثقافة وتاريخ مينانغكاباو ومينتاواي. حتى عام 2006 يضم المتحف 5.781 قطعة. المجموعة الأبرز في متحف أديتاورمان هي آثار من عهد مملكة دارما المالاي البوذية في القرن الحادي عشر، على سبيل المثال نسخة طبق الأصل من تمثال نقش بهايراوا وأموغاباسا (الأصل موجود في المتحف الوطني).